# Verbi modali inglesi
I verbi servili o modali funzionano normalmente come verbi ausiliari. Come le copule, i verbi servili sono una classe ristretta (can/could, may/might, will/would, shall/should e must). Ci sono anche alcuni verbi che possono essere usati sia normalmente sia come modali, sono chiamati semimodali e sono dare, need, ought to e used to.

## Coniugazione
I verbi modali non sono coniugati (pertanto tutte le persone hanno la stessa forma) e il loro infinito non è mai preceduto dal to.

## Canecould

### Traduzioni
- potere
- essere capace di svolgere una qualsiasi azione
- parlare di possibilità
- chiedere per ottenere qualcosa

### Forme

#### Non contratte
|          | Affermativa | Negativa  | Interrogativa            | Interrogativa negativa         |
| -------- | ----------- | --------- | ------------------------ | ------------------------------ |
| Presente | can         | cannot    | can + soggetto + verbo   | can + soggetto + not + verbo   |
| Passato  | could       | could not | could + soggetto + verbo | could + soggetto + not + verbo |

#### Contratte
|          | Affermativa | Negativa | Interrogativa | Interrogativa negativa      |
| -------- | ----------- | -------- | ------------- | --------------------------- |
| Presente |             | can't    |               | can't + soggetto + verbo    |
| Passato  |             | couldn't |               | couldn't + soggetto + verbo |

### Pronuncia
La pronuncia di can è /kæn/, la pronuncia di can't, invece, varia nelle due principali varianti: nell'inglese britannico viene pronunciato /kɑːnt/ mentre nell'inglese americano viene pronunciato /kænt/. Could si pronuncia /kʊd/.

## Mayemight

### Uso
- per esprimere una supposizione
- per chiedere il permesso in modo più formale di can
- per esprimere un dubbio

### Traduzioni
- dovere, potere, essere.

### Forme

#### Non contratte
|          | Affermativa | Negativa  | Interrogativa            | Interrogativa negativa         |
| -------- | ----------- | --------- | ------------------------ | ------------------------------ |
| Presente | may         | may not   | may + soggetto + verbo   | may + soggetto + not + verbo   |
| Passato  | might       | might not | might + soggetto + verbo | might + soggetto + not + verbo |

#### Contratte
|          | Affermativa | Negativa | Interrogativa | Interrogativa negativa      |
| -------- | ----------- | -------- | ------------- | --------------------------- |
| Presente |             | mayn't   |               | mayn't + soggetto + verbo   |
| Passato  |             | mightn't |               | mightn't + soggetto + verbo |

### Pronuncia
Le pronunce di may e might sono rispettivamente /meɪ̯/ e /maɪ̯t/.

## Willewould

### Usi
- come ausiliare per formare il futuro - alla sua forma negativa si usa won't  (es.: Will you be here next week? Amy: No, I won't, I have to work)
- per formulare una richiesta cortese
- would viene usato come ausiliare per formare il condizionale.

### Forme

#### Non contratte
|          | Affermativa | Negativa  | Interrogativa            | Interrogativa negativa         |
| -------- | ----------- | --------- | ------------------------ | ------------------------------ |
| Presente | will        | will not  | will + soggetto + verbo  | will + soggetto + not + verbo  |
| Passato  | would       | would not | would + soggetto + verbo | would + soggetto + not + verbo |

#### Contratte
|          | Affermativa | Negativa | Interrogativa | Interrogativa negativa      |
| -------- | ----------- | -------- | ------------- | --------------------------- |
| Presente | 'll         | won't    |               | won't + soggetto + verbo    |
| Passato  | 'd          | wouldn't |               | wouldn't + soggetto + verbo |

### Pronuncia
Le pronunce di will e would sono rispettivamente /wɪl/ e /wʊd/. La pronuncia della forma abbreviata won't è /wəʊnt/ nell'inglese britannico e /woʊnt/ in quello americano.

## Shalleshould
Sono imparentati con will e would

### Uso
- come ausiliare alla prima persona singolare e plurale in alternativa a will
- nelle domande alla prima e seconda plurale per offrire o proporre qualcosa (Shall we dance?)
- il suo passato should è usato come condizionale nelle raccomandazioni (es.: You should... = Dovresti...)[3]
- per chiedere se si deve fare qualcosa  (Shall I open the door?)

### Traduzioni
- dovere

### Forme

#### Non contratte
|          | Affermativa | Negativa   | Interrogativa             | Interrogativa negativa          |
| -------- | ----------- | ---------- | ------------------------- | ------------------------------- |
| Presente | shall       | shall not  | shall + soggetto + verbo  | shall + soggetto + not + verbo  |
| Passato  | should      | should not | should + soggetto + verbo | should + soggetto + not + verbo |

#### Contratte
|          | Affermativa | Negativa  | Interrogativa | Interrogativa negativa       |
| -------- | ----------- | --------- | ------------- | ---------------------------- |
| Presente | 'll         | shan't    |               | shan't + soggetto + verbo    |
| Passato  | 'd          | shouldn't |               | shouldn't + soggetto + verbo |

### Pronuncia
La pronuncia di shall è /ʃal/, la pronuncia di shan't, analogamente a can't, varia nelle due principali varianti: nell'inglese britannico viene pronunciato /ʃɑːnt/ mentre nell'inglese americano viene pronunciato /ʃænt/. Should si pronuncia /ʃʊd/.

## Must(ehave to)

### Uso
- per esprimere un obbligo (al di fuori del presente indicativo si sostituisce con le forme di have to)
- per esprimere una raccomandazione[4]
- per esprimere una supposizione
- per esprimere un divieto (mustn't)

### Traduzione
- dovere

### Forme
Non esistendo forme di must al passato, per questo scopo si utilizza had to, preso in prestito da have to.
Tuttavia, don't have to e didn't have to non negano l'azione espressa dal verbo, ma il concetto di dovere. Esempio:
I must not go = Io non devo andare. 
I don't have to go = Non è necessario che io vada; non devo andare per forza.

#### Non contratte
|          | Affermativa | Negativa          | Interrogativa                      | Interrogativa negativa                 |
| -------- | ----------- | ----------------- | ---------------------------------- | -------------------------------------- |
| Presente | must        | must not          | must + soggetto + verbo            | must + soggetto + not + verbo          |
| Passato  | (had to)    | (did not have to) | (did + soggetto + have to + verbo) | (did + soggetto + not have to + verbo) |

#### Contratte
|          | Affermativa | Negativa         | Interrogativa | Interrogativa negativa                |
| -------- | ----------- | ---------------- | ------------- | ------------------------------------- |
| Presente |             | mustn't          |               | mustn't + soggetto + verbo            |
| Passato  |             | (didn't have to) |               | (didn't + soggetto + have to + verbo) |

### Forme dihave to
In Gran Bretagna esiste anche la forma have got to per have to.

#### Non contratte
|          | Affermativa | Negativa            | Interrogativa                        | Interrogativa negativa                   |
| -------- | ----------- | ------------------- | ------------------------------------ | ---------------------------------------- |
| Presente | have/has to | do/does not have to | do/does + soggetto + have to + verbo | do/does + soggetto + not have to + verbo |
| Passato  | had to      | did not have to     | did + soggetto + have to + verbo     | did + soggetto + not have to + verbo     |

#### Contratte
|          | Affermativa | Negativa              | Interrogativa | Interrogativa negativa                     |
| -------- | ----------- | --------------------- | ------------- | ------------------------------------------ |
| Presente | 've/'s to   | don't/doesn't have to |               | don't/doesn't + soggetto + have to + verbo |
| Passato  | 'd to       | didn't have to        |               | didn't + soggetto + have to + verbo        |

### Pronuncia
La pronuncia di must è /mʌst/, la pronuncia di have to è /hæftu/ oppure /hæftə/ e la sua forma coniugata has to  /hæstu, -tə/. Nelle forme negativa e interrogativa di have to l'ausiliare do pronunciato /duː/ (does /dʌz/, did /dɪd/)